# 쇼보쿠정
쇼보쿠정(勝北町)은 오카야마현 북부 (가쓰타군)에 위치해 돗토리현과 접했던 정이다. 현재의 쓰야마시에 편입합병되어 시의 일부이다. 이전의 정은 쓰야마시 시청사 역할은 쇼보쿠정이 이어받아 운영하고 있다.
쓰야마시 쇼보쿠 구역에 일치한다. 쇼보쿠라는 지명은 이 지역에는 남아있지 않는다. 쇼보쿠정은 가쓰타군 3촌에서 유례하였다.

## 지리
정의 남부는 쓰야마 분지 북동부에 해당하며 평탄하고 논이 넓어 유수지도 많다. 북부는 주고쿠산지의 일부에 있는 750m -1100m사이에 산악지대를 이루고 있었다. 이 지역에서는 태풍이나 발달한 저기압이 통과할 때 맹렬한 국지풍이 불 수 있어 히로토카제(廣戶風)라고 불린다.

## 역사
- 1955년 1월 1일 - 니노촌, 히로도촌, 쇼가모촌의 3촌이 합병으로 정으로 승격해 쇼보쿠정이 되었다.
- 2005년 2월 28일 - 도마타군, 가모정, 아바촌, 구메군, 구메정과 함께 쓰야마시에 편입되었다.

## 교통

### 도로
- 국도 제53호선
- 국도 제429호선 (일본)(일본어판)